# Dumitru Caracostea
Dumitru Caracostea (n. 10/22 martie 1879, Slatina, România – d. 2 iunie 1964, București, România) a fost un critic, istoric literar și folclorist român. Este considerat a fi, alături de Tudor Vianu, unul dintre cei mai mari stiliști ai literaturii române. În pofida vârstei sale înaintate, a fost arestat de autoritățile comuniste în anul 1950 și încarcerat timp de cinci ani ca deținut politic.

## Biografie
Pe linie paternă avea o descendență aromână. Și-a început studiile la Slatina, pe care le-a continuat la Colegiul „Sf. Sava” din București. Urmează apoi cursurile Facultății de Litere și Filosofie de la Universitatea din București, unde își ia licența în 1908. A fost elevul lui Titu Maiorescu, Ioan Bianu și Ovid Densusianu. În 1909, obține o bursă la Viena, unde va lucra sub îndrumarea lingvistului Wilhelm Meyer-Lübke. Susține două doctorate, în 1913, unul în filosofie, altul în filologie romanică. Din 1920, devine docent la Universitate, iar în anul 1930 profesor la catedra de istorie a literaturii române moderne de la Universitatea din București. În același an a fost primit ca membru corespondent al Academiei Române, iar în 1938 devine membru titular . Datorită strădaniilor sale, în 1933 ia ființă Institutul de Istorie Literară și Folclor. A fost ministrul educației naționale în Guvernul Ion Gigurtu (4 iulie - 4 septembrie 1940) și Guvernul Ion Antonescu (1) (4 - 14 septembrie 1940) . În perioada 1941 – 1944 a fost director al Fundațiilor Regale pentru Literatură și Artă.

## Persecuția în timpul regimului comunist
În anul 1948, după instaurarea regimului comunist în România, a fost exclus din învățământ. Pe 5 mai 1950 a fost arestat și ținut timp de 5 ani în închisoare fără a fi judecat. În penitenciarul Sighet s-a convertit la greco-catolicism prin intermediul preotului profesor blăjean Ioan Vultur. A fost primit în Biserica Română Unită cu Roma prin binecuvântarea episcopului Iuliu Hossu, aflat în aceeași închisoare.

## Colaborări publicistice
A colaborat la revistele Convorbiri literare, Adevărul literar și artistic, Flacăra, Langue et littérature, Gândirea, Revista Fundațiilor Regale, Viața românească etc. 
 
Activitatea sa literară și științifică s-a orientat în două direcții: studiile de folclor (Miorița în Moldova, Muntenia și Oltenia, 1924) și exegeza operei eminesciene (Arta cuvântului la Eminescu, 1938; Creativitate eminesciana, 1943). Expresivitatea limbii române reprezintă un important studiu de stilistică literară.

## Opera (reeditări)
- Poezia tradițională română: balada poporană și doina, ediție critică de D. Șandru, prefață de Ovidiu Bârlea, vol. I-II, București, Editura pentru Literatură, 1969
- Problemele tipologiei folclorice, ediție îngrijită de Ovidiu Bârlea, București, Editura Minerva, 1971
- Studii eminesciene, ediție îngrijită de Ion Dumitrescu, prefață de George Munteanu, București, Editura Minerva, 1975
- Arta cuvântului la Eminescu, ediție îngrijită, note, addenda bibliografică și indice de nume de Nina Apetroaie, studiu introductiv de I. Apetroaie, Iași, Editura Junimea, 1980
- Studii critice, ediție îngrijită, prefață, tabel cronologic și bibliografie de Ovidiu Bîrlea, București, Editura Albatros, Colecția Lyceum nr. 246, 1982
- Creativitatea eminesciană, ediție îngrijită, studiu introductiv și note de Ion Apetroaie, Iași, Editura Junimea, 1987
- Scrieri alese, ediție îngrijită, prefață și note de Mircea Anghelescu, vol. I-III, București, Editura Minerva, 1986-1992
- Expresivitatea limbii române, cuvânt înainte, nota asupra ediției și index de Ilie Dan, Iași, Editura Polirom, 2000

## Afilieri
- Membru al Academiei Române

## Decorații
- Semnul Onorific „Răsplata Muncii pentru 25 ani în Serviciul Statului” (13 octombrie 1941)[8]